# Rhacostoma atlantica
Rhacostoma atlantica är en nässeldjursart som beskrevs av Agassiz 1851. Rhacostoma atlantica ingår i släktet Rhacostoma och familjen Aequoreidae. Inga underarter finns listade i Catalogue of Life.